# Наноакваріум

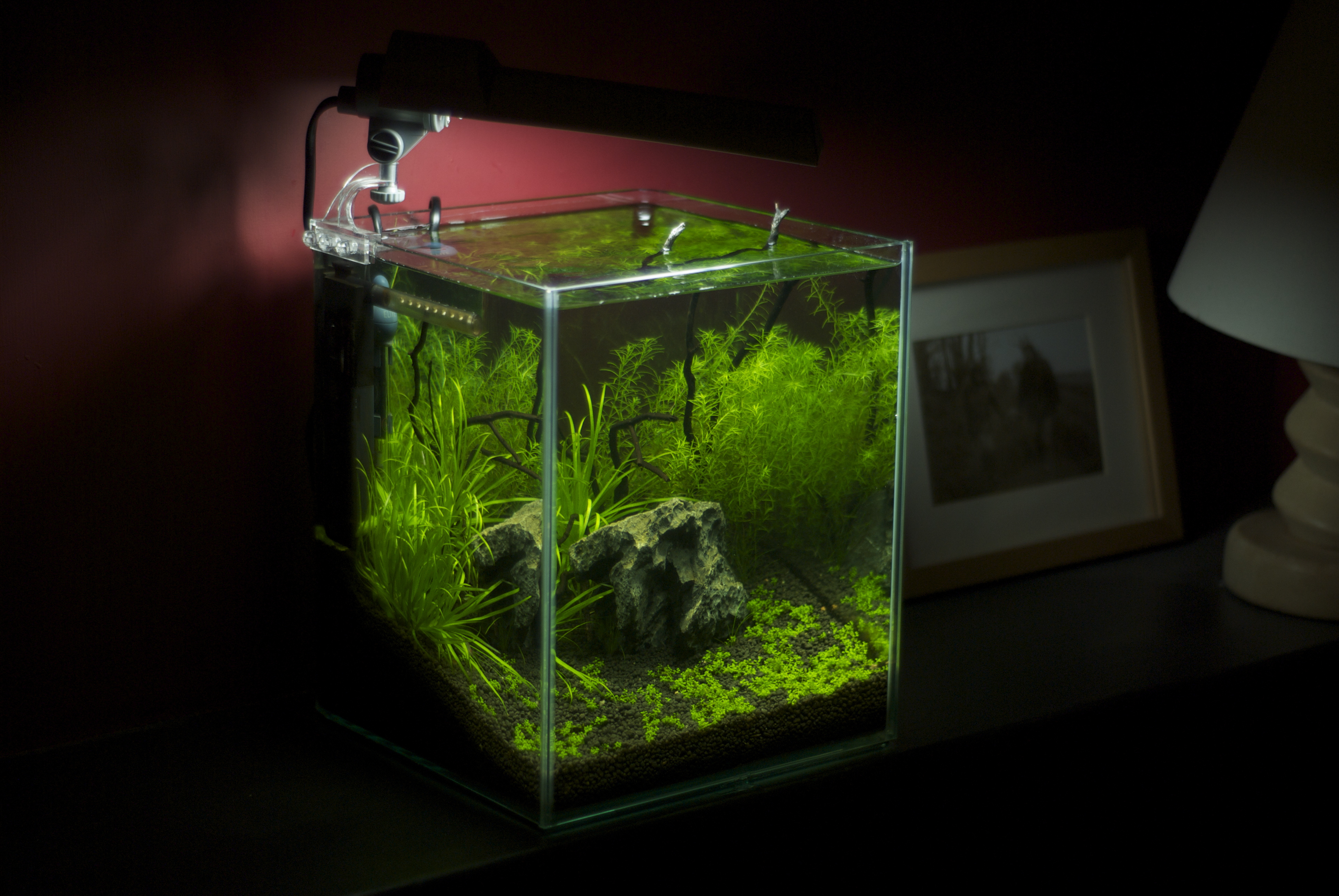
Прісноводний наноакваріум об'ємом 30 літрів, куб. Засаджений нано- та грунтопокривними рослинами.

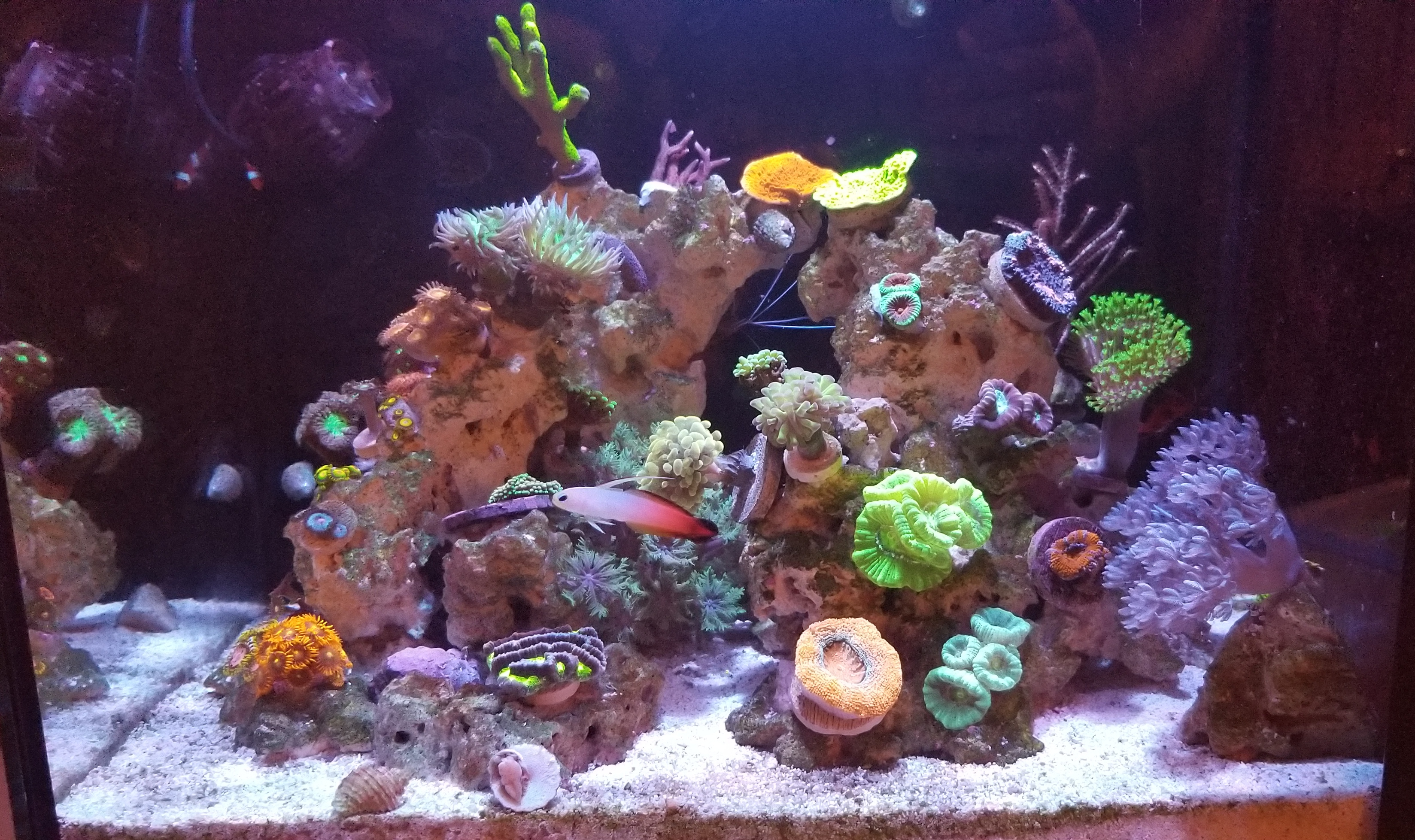
Нанориф об'ємом 53 літри, з живими солоноводними рибами та коралами під актинічним світлодіодним освітленням.

Наноакваріум (грец. νᾶνος — гном, карлик, лат. aquarium — водойма) — тип акваріума відносно маленького розміру, прісноводний об'ємом до 30 літрів, морський (або нанориф) вважається нано- об'ємом до 100 літрів, але враховуючи специфіку солоноводних акваріумів бажано не використовувати взагалі об'єм менше ста літрів. Причому геометрія акваріума може бути абсолютно різною — куб (ще має назву серед акваскейперів «кубик»), куля, циліндр, паралелепіпед, симетричною або асиметричною. Виготовлені як із силікатного скла так і з органічного скла.
Наноакваріум — це акваріум з акцентом на невеликих мешканців та мініатюрні рослини. «Нановиди» риб вибираються серед будь-яких видів тропічних риб меншого розміру. Інші можливі мешканці — прісноводні та морські креветки, карликові раки, краби. Будь-які рослини для наноакваріума також повинні належати до менших видів. На відміну від прісноводного — мікрофлору, дизайн, чистоту води та її склад у морському наноакваріумі складніше підтримувати.

## Розміри та конфігурація
Наноакваріуми як правило мають кубоподібну форму. Типовий 30-літровий наноакваріум має розміри 30 × 30 × 35 см. Інші стандартні розміри наноакваріумів: 12 літрів (30 × 20 × 20 см), 25 літрів (40 × 25 × 25 см) і 45 літрів (50 × 30 × 30 см). Для акваріумних жителів рекомендовано створювати якомога більшу для пересування, вільну від високорослих рослин та декорацій, площу дна біля переднього (видового) скла. Для утримання дрібної риби та членистоногих рекомендується не менше 30 літрів.

## Ґрунт та декорації
Відповідно до розмірів наноакваріума необхідно підбирати і ґрунт, тобто — фракцію 2-6 мм, якщо це рослинний акваріум, та декорації відповідних до акваріума розмірів. Рекомендується використовувати природні матеріали: ґрунт, біоґрунт, камені, корчі задля легшого досягнення рівноваги у біобалансі наноакваріума.

## Обладнання
На відміну від великих акваріумів обладнання буде відрізнятися лише своїми мініатюрними розмірами, але складові мають бути ті ж: освітлення, фільтрувальна система або фільтр внутрішній, який має компактні розміри, подача СО2 із всіма складовими обладнання (дифузор, рефрактор, трубки подачі, балон із СО2 об'ємом 200—1000 мл, ротаметр, редуктор тиску ітд.), за необхідності встановлюють компресор для подачі повітря у воду. Але є такі наносистеми, які можуть вільно існувати і без всіх описаних засобів, а біобаланс досягається шляхом частих підмін води — один раз у 7-12 днів.

## Добрива
Для будь якого рослинного акваріума, в тому числі і, якщо наноакваріум — рослинний, застосовуються відповідні добрива: калійвмісні, мікро-, макроелементи, вуглекислий газ та за необхідності хімічні добавки проти водоростей, хвороб риб, тощо.

## Рослини
Рослини у даному акваріумі мають напрочуд привабливий вигляд завдяки своїм мініатюрним розмірам, тендітним листочкам та розеткам. Широко використовуються ґрунтопокривні рослини, різноманітні мохи та так звані «нанорослини» як підводні так і надводні.

## Мешканці
Серед популярних мешканців наноакваріумів є креветки роду Neocaridina (лат. Neocaridina davidi, Neocaridina heteropoda, Neocaridina Blue Velvet), а також найбільш популярним серед акваріумістів завдяки своїй простоті та невибагливості до оточуваних умов. Різні роди карликових креветок використовуються лише в обмежених різновидах з ціллю соціалізації підводних мешканців, оскільки оригінальна форма вирощуваних креветок може стати результатом селекції або кольорові форми можуть змішуватися при їх схрещуванні. Тому, рекомендується ретельно перевірити перед запуском акваріума, які роди схрещуються, використовуючи таблиці схрещування, доступні на інтернет ресурсах.

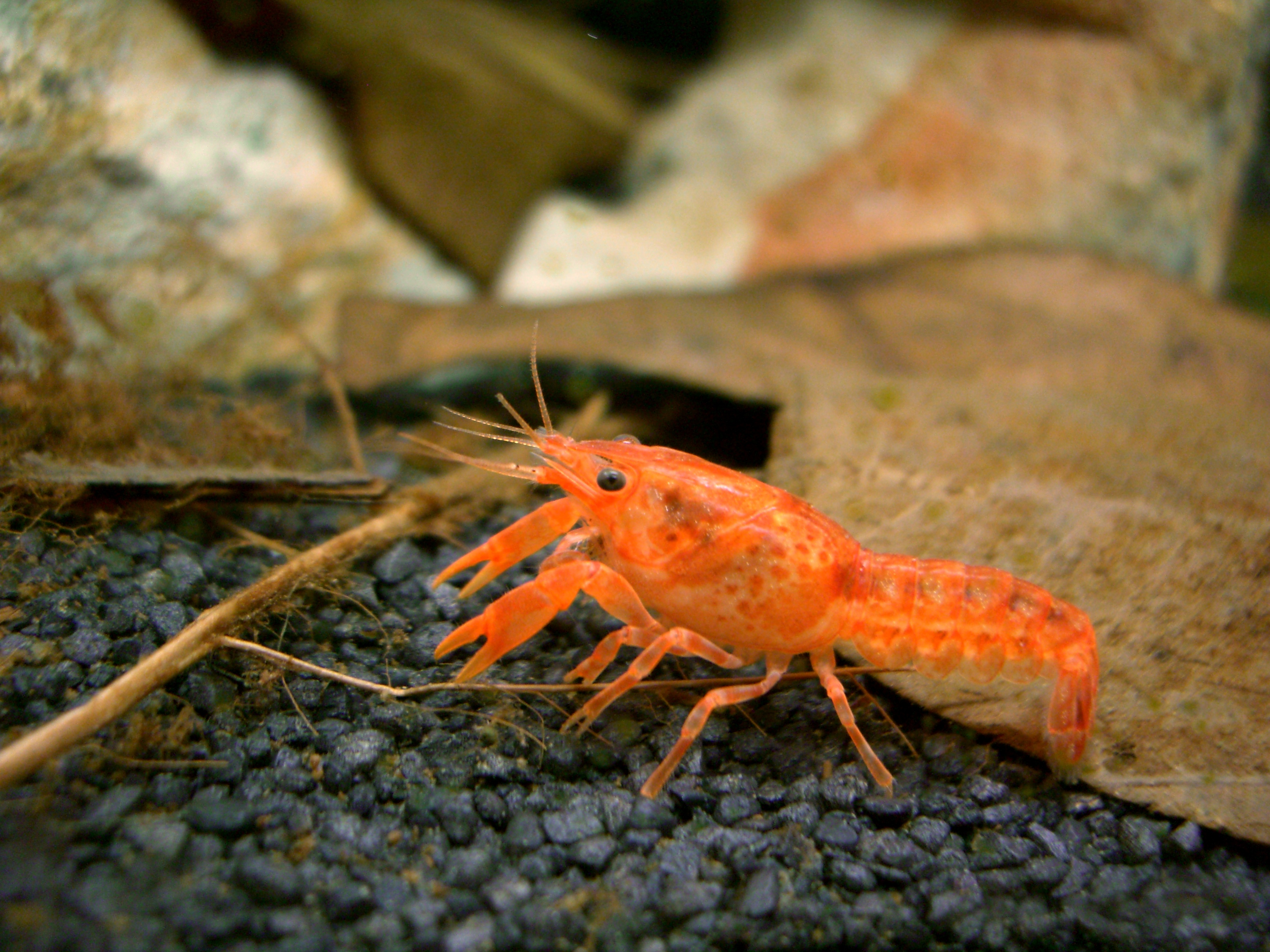
Мутація оранжевого кольору мексиканських карликових раків Cambarellus patzcuarensis var. «Orange»

Карликові креветки мирно співіснують із равликами (наприклад, котушка рогова або меланія піщана). Не рекомендується заселяти карликових креветок з карликовими раками (наприклад, карликовими раками), оскільки останні можуть переслідувати креветок та завдавати їм пошкоджень.
Риби заселяють такі, як мікрорасбора, коридорас-пігмей, попондетта фурката, гупі Ендлера, карликова гурамі, бичок сильфодон, карликовий тетрадон та ін. Тут також важливо врахувати соціальну сумісність видів, щоби риби не ворогували ні з ким із мешканців наноакваріума.

## Біобаланс
На відміну від акваріумів великих об'ємів у наноакваріумах набагато складніше підтримувати водний баланс, а також здоров'я водних мешканців. Догляд за акваріумом у цьому випадку вимагає набагато більше уваги та контролю як параметрів води так і загального стану мешканців, біобалансу.